# Mistrzostwa Europy w Lekkoatletyce 1966 – pięciobój kobiet

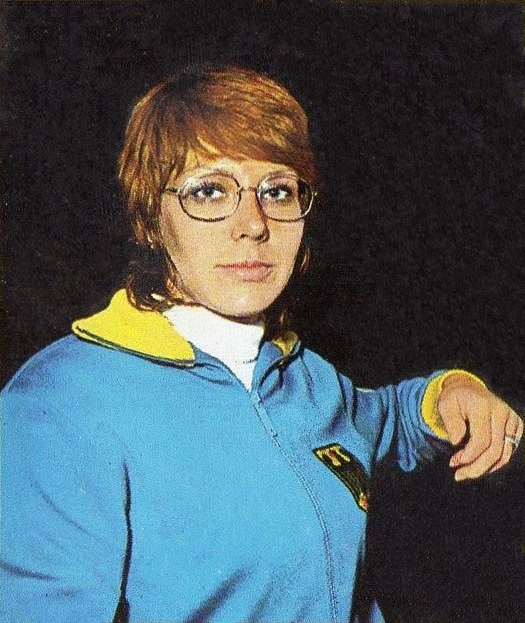
Heide Rosendahl

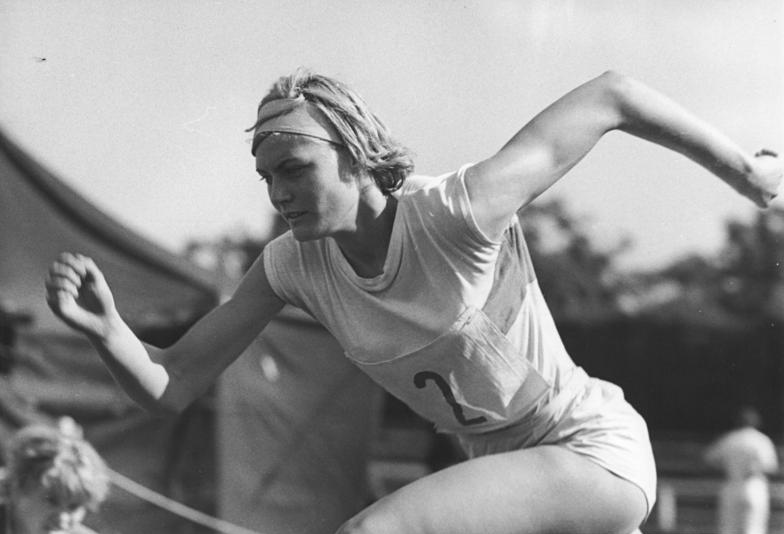
Inge Exner

Pięciobój kobiet był jedną z konkurencji rozgrywanych podczas VIII Mistrzostw Europy w Budapeszcie. Został rozegrany 1 września 1966 roku. Zwyciężczynią tej konkurencji została reprezentantka ZSRR, Walentina Tichomirowa. W rywalizacji wzięło udział dwadzieścia pięć zawodniczek z dziewiętnastu reprezentacji.

## Rekordy
| Rekord świata     | Irina Press (SUN)     | 5246 | Tokio, Japonia      | 16-17.10.1964 |
| Rekord Europy     | Irina Press (SUN)     | 5246 | Tokio, Japonia      | 16-17.10.1964 |
| Rekord mistrzostw | Galina Bystrowa (SUN) | 4833 | Belgrad, Jugosławia | 13-14.09.1962 |

## Wyniki
| Poz. | Zawodniczka           | Punkty      | 80 m ppł | Kula    | Wzwyż  | W dal    | 200 m  |
| ---- | --------------------- | ----------- | -------- | ------- | ------ | -------- | ------ |
| 1    | Walentina Tichomirowa | 4057 (4787) | 11,5 s   | 13,17 m | 1,65 m | 6,01 m   | 25,3 s |
| 2    | Heide Rosendahl       | 4048 (4765) | 11,4 s   | 11,87 m | 1,56 m | 6,28 m   | 24,4 s |
| 3    | Inge Exner            | 3984 (4713) | 11,6 s   | 11,93 m | 1,62 m | 6,13 m s | 25,0 s |
| 4    | Mary Rand             | 4001 (4711) | 11,2 s   | 10,68 m | 1,62 m | 6,19 m   | 24,9 s |
| 5    | Annamária Tóth        | 4005 (4704) | 11,2 s   | 11,59 m | 1,59 m | 6,03 m   | 24,6 s |
| 6    | Gerda Mittenzwei      | 3950 (4675) | 11,3 s   | 11,51 m | 1,56 m | 6,16 m   | 25,0 s |
| 7    | Meta Antenen          | 3815 (4535) | 11,1 s   | 9,75 m  | 1,59 m | 6,01 m   | 25,5 s |
| 8    | Denise Guénard        | 3722 (4483) | 11,2 s   | 11,13 m | 1,56 m | 5,64 m   | 25,7 s |
| 9    | Ann Wilson            | 3761 (4482) | 11,2 s   | 9,90 m  | 1,53 m | 6,09 m   | 25,5 s |
| 10   | Oddrun Hokland        | 3737 (4470) | 11,6 s   | 10,64 m | 1,59 m | 6,09 m w | 26,3 s |
| 11   | Olga Fomenková        | 3655 (4406) | 11,4 s   | 11,53 m | 1,45 m | 5,89 m   | 25,8 s |
| 12   | Nina Hansen           | 3648 (4402) | 11,3 s   | 10,89 m | 1,53 m | 5,79 m   | 26,3 s |
| 13   | Sirkka Norrlund       | 3617 (4365) | 11,3 s   | 9,65 m  | 1,50 m | 5,72 m   | 25,1 s |
| 14   | Elena Vintilă         | 3595 (4323) | 11,5 s   | 9,24 m  | 1,56 m | 5,98 m   | 26,3 s |
| 15   | Mirosława Sałacińska  | 3564 (4306) | 12,3 s   | 9,31 m  | 1,53 m | 6,03 m   | 25,0 s |
| 16   | Łucja Noworyta        | 3524 (4280) | 11,9 s   | 9,98 m  | 1,56 m | 5,84 m   | 26,4 s |
| 16   | Michele Bonnaire      | 3487 (4280) | 11,6 s   | 11,54 m | 1,53 m | 5,25 m   | 26,2 s |
| 18   | Margit Papp           | 3451 (4240) | 12,2 s   | 11,80 m | 1,50 m | 5,64 m   | 26,6 s |
| 19   | Rita Vanherck         | 3413 (4168) | 11,9 s   | 8,66 m  | 1,62 m | 5,52 m   | 26,4 s |
| 20   | Monique Bantégny      | 3436 (4143) | 12,0 s   | 11,67 m | 1,59 m | 4,93 m   | 25,9 s |
| 21   | Marijana Lubej        | 3377 (4141) | 11,5 s   | 9,50 m  | 1,45 m | 5,46 m   | 25,8 s |
| 22   | Magalì Vettorazzo     | 3390 (4120) | 11,5 s   | 8,96 m  | 1,35 m | 5,71 m w | 24,9 s |
| 23   | Zhuljeta Muco         | 3027 (3834) | 12,4 s   | 10,02 m | 1,45 m | 5,15 m   | 27,6 s |
| 24   | Sigrún Sæmundsdóttir  | 2369 (3162) | 14,0 s   | 7,01 m  | 1,45 m | 4,54 m   | 28,8 s |
| –    | Charoula Sasagianni   | DNF         | 11,9 s   | 8,78 m  | –      | –        | –      |